# چراگاه بلندبوم

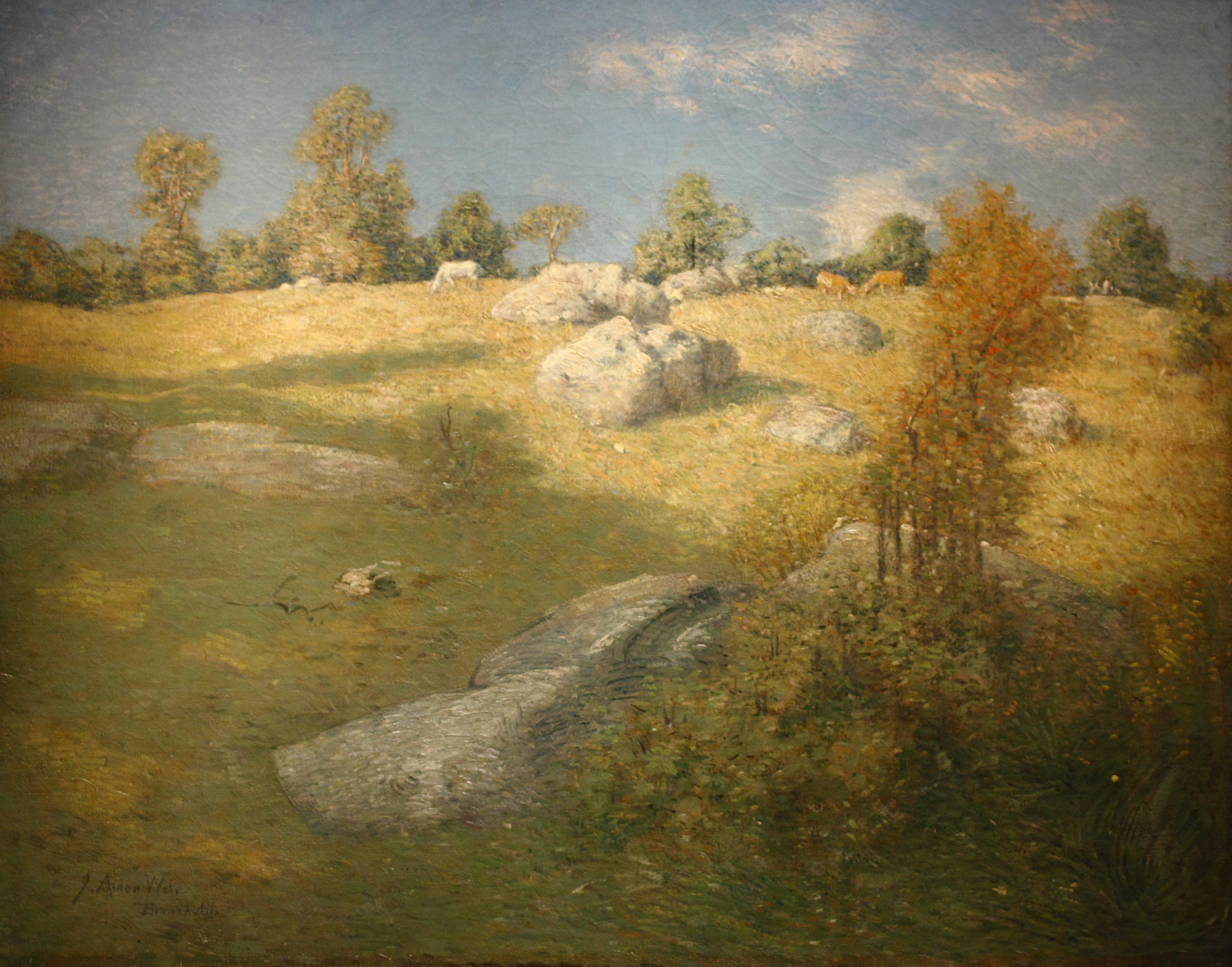
جی. آلدن ویر ۱۹۰۵ نقاشی "چراگاه بلند"

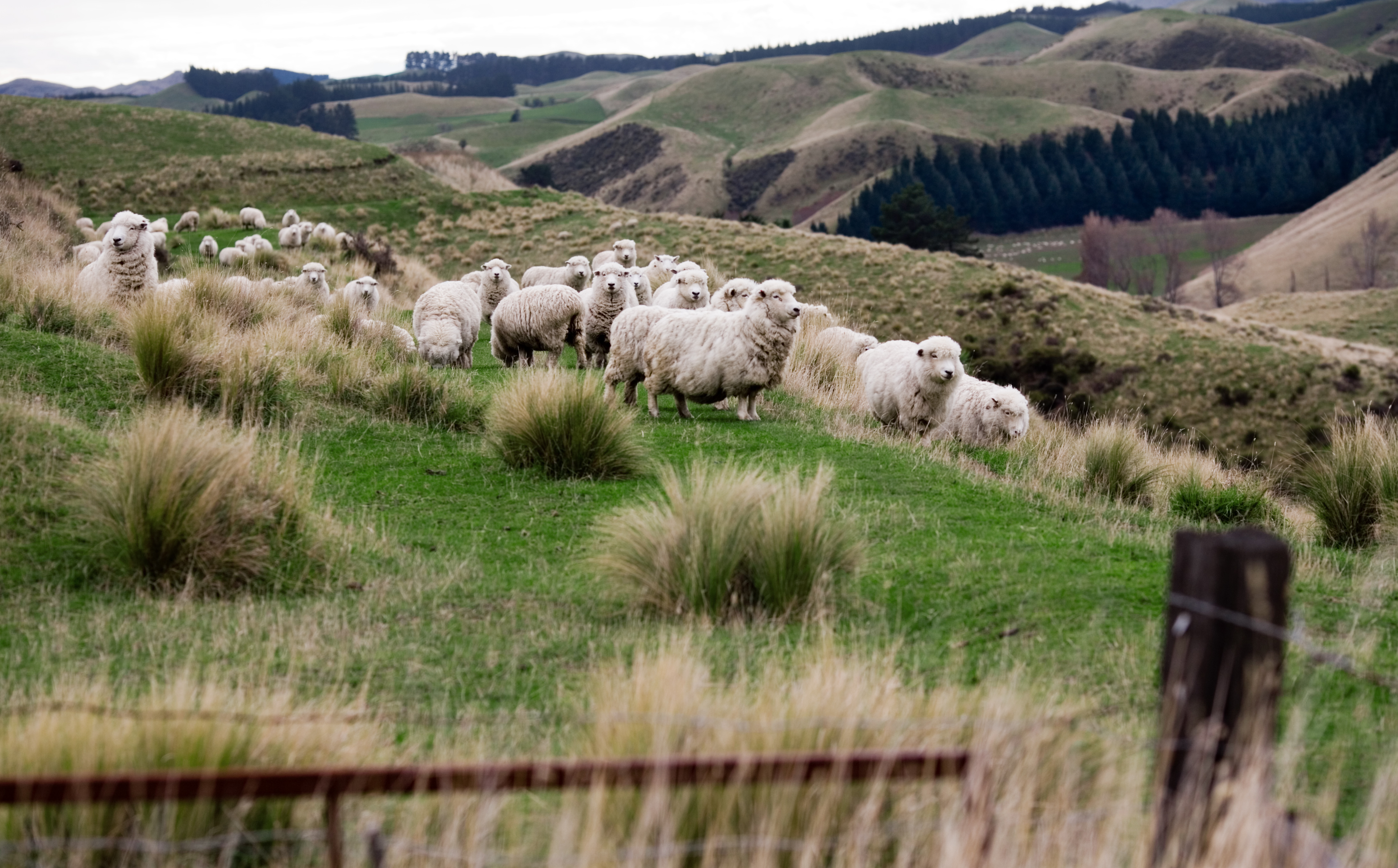
گوسفند در چراگاه بلندبوم نیوزیلند

چراگاه بلندبوم (به انگلیسی: Upland pasture) (چرای خشن و / یا چرای خشن نیمه‌طبیعی) نوعی مرتع نیمه‌طبیعی است که در بلندبوم کوهپایه‌ای لغزنده یا بر روی شیب‌های بلندتر، بیشتر از ۳۵۰ متر (۱۱۴۸٫۲۹ فوت) و کمتر از ۶۰۰ متر (۱۹۶۸٫۵۰ فوت) واقع شده است. از سطح زمین، عمدتاً برای چرا استفاده می‌شود. چراگاه بلندبوم در اکثر سیستم‌های علفزاری که در آن شیب توپوگرافی مانع از تولید محصول می‌شود، رخ می‌دهد. آنها جزء اصلی مراتع هستند، اما لزوماً محدود به آب نیستند. چراگاه‌های بلندبوم شامل کوهساری، تپه‌ماهور و دیگر علفزارها در مناطقی از خاک‌های بلندبوم هستند (گفته می‌شود به جای گنجاندن قطعی هیدریک، پتانسیل ورود هیدریک را دارند؛ به این معنی که در طول فصل رویش، پتانسیل " اشباع شدن، سیل، یا آبگرفتگی " (ایجاد شرایط بی‌هوازی ") به اندازه کافی وجود دارد.